# Violeta Rivas
Ana María Francisca Adinolfi, művésznevén Violeta Rivas (Chivilcoy, 1937. október 4. – Buenos Aires, 2018. június 23.) argentin énekes-színésznő.

## Diszkográfia
- Violeta Rivas (1963)
- Que Suerte (1964)
- Serie Consagración (1964)
- Violeta Rivas con amor (1965)
- Fiebre de primavera (1965)
- Nacidos para cantar (1965, Juan Ramónnal közösen)
- Violeta Rivas (1965)
- Violeta Rivas interpreta canciones del Festival de San Remo 1966 (1966)
- Violeta Rivas (1967)
- El picaflor y la rosa (1968)
- Hay Música (1970)
- Violeta Rivas (1976)
- Una Violeta en Brodway (1978, Egyesült Államok)
- Es mi Hombre (1979, Egyesült Államok)
- Grandes Éxitos de Violeta Rivas (1981)
- Cronología (1992)
- Serie 20 Éxitos (1997)
- Inéditos, rarezas y otras perlas (1997)
- Serie El Club del Clan (1998)
- Salsa Ultra Violeta (2000)
- 20 Secretos de amor (2004)

## Filmjei
- El club del clan (1962, tv-sorozat, 19 epizósban)
- Buenas noches, Buenos Aires (1964)
- El club del clan (1964)
- Nacidos para cantar (1965)
- Ritmo nuevo y vieja ola (1965)
- Las chicas (1965, tv-sorozat, 29 epizódban)
- Fiebre de primavera (1965)
- Mi secretaria está loca, loca, loca (1967)
- Gran Hotel Carroussell (1967, tv-film)
- ¡Viva la vida! (1969)